# Référendum révocatoire roumain de 2012
Le référendum sur la destitution du président de Roumanie est un scrutin populaire qui a eu lieu le 29 juillet 2012 en Roumanie pour confirmer ou non la destitution du président de la Roumanie, Traian Băsescu. Le référendum, qui avait obtenu une majorité pour la destitution, est invalidé en raison d'une trop faible participation (46,2 %), ce qui permet à Traian Băsescu retrouve ses fonctions de chef de l'État.

## Contexte

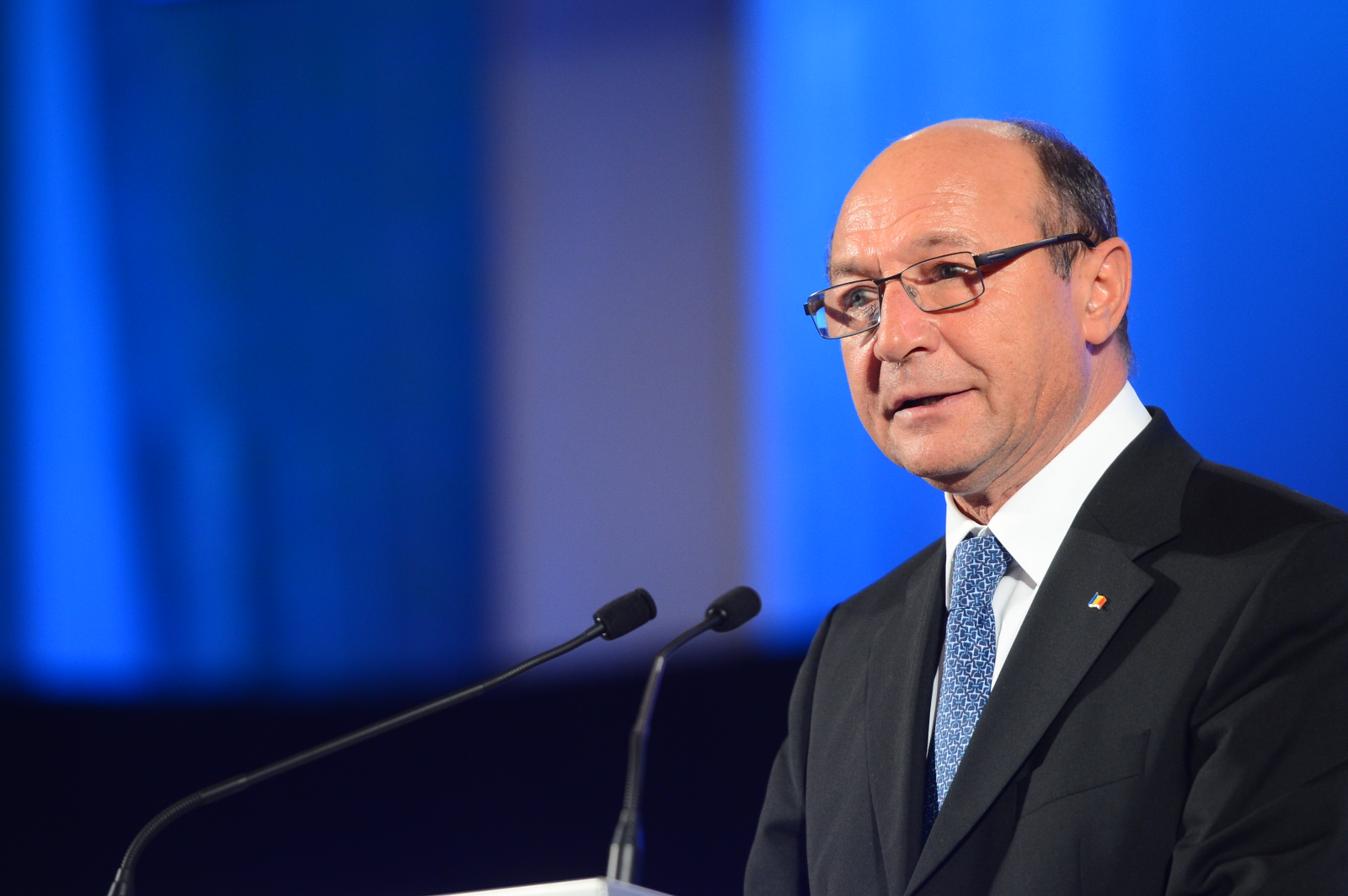
Le président Traian Băsescu en 2012.

Ce référendum intervient dans un contexte de crise politique entre le président, Traian Băsescu, et le Premier ministre social-démocrate, Victor Ponta, nommé à la tête du gouvernement en mai 2012.
Le scrutin fait suite à une procédure de destitution, organisée à l'initiative de la coalition de l'Union sociale-libérale (USL) et votée par le Parlement roumain le 6 juillet 2012 par 256 voix contre 114,. Les opposants au président Băsescu lui reprochent d'avoir « violé la Constitution » et d'avoir « imposé des mesures d’austérité qui ont appauvri la population » en échange de l'aide du Fonds monétaire international et de l'Union européenne dans un contexte de grave crise économique.
Cette suspension, qui débute officiellement avec la présidence par intérim de Crin Antonescu le 10 juillet 2012, intervient après le renvoi des présidents de la Chambre des députés et du Sénat, de l'Avocat du peuple (équivalent du médiateur de la République) et du directeur de la télévision publique. Le centre gauche, en lançant la procédure de destitution, est passé outre l'avis de la Cour constitutionnelle, qui estimait que le président n'avait « pas commis de graves violations » de la Constitution. L'Union européenne et les États-Unis font part de leurs vives inquiétudes quant à des atteintes à l'État de droit et poussent le gouvernement à revenir sur un décret d'urgence, adopté le 4 juillet 2012, qui réduisait les prérogatives de la Cour constitutionnelle.
Il s'agit de la deuxième suspension de Băsescu par le Parlement et du deuxième référendum visant à la confirmer, le premier référendum ayant eu lieu en 2007 et ayant abouti à une confirmation du président dans ses fonctions. Mais cette fois-ci, le chef de l'État est beaucoup moins populaire en raison de son soutien à la politique de rigueur menée par le centre-droit.

## Campagne

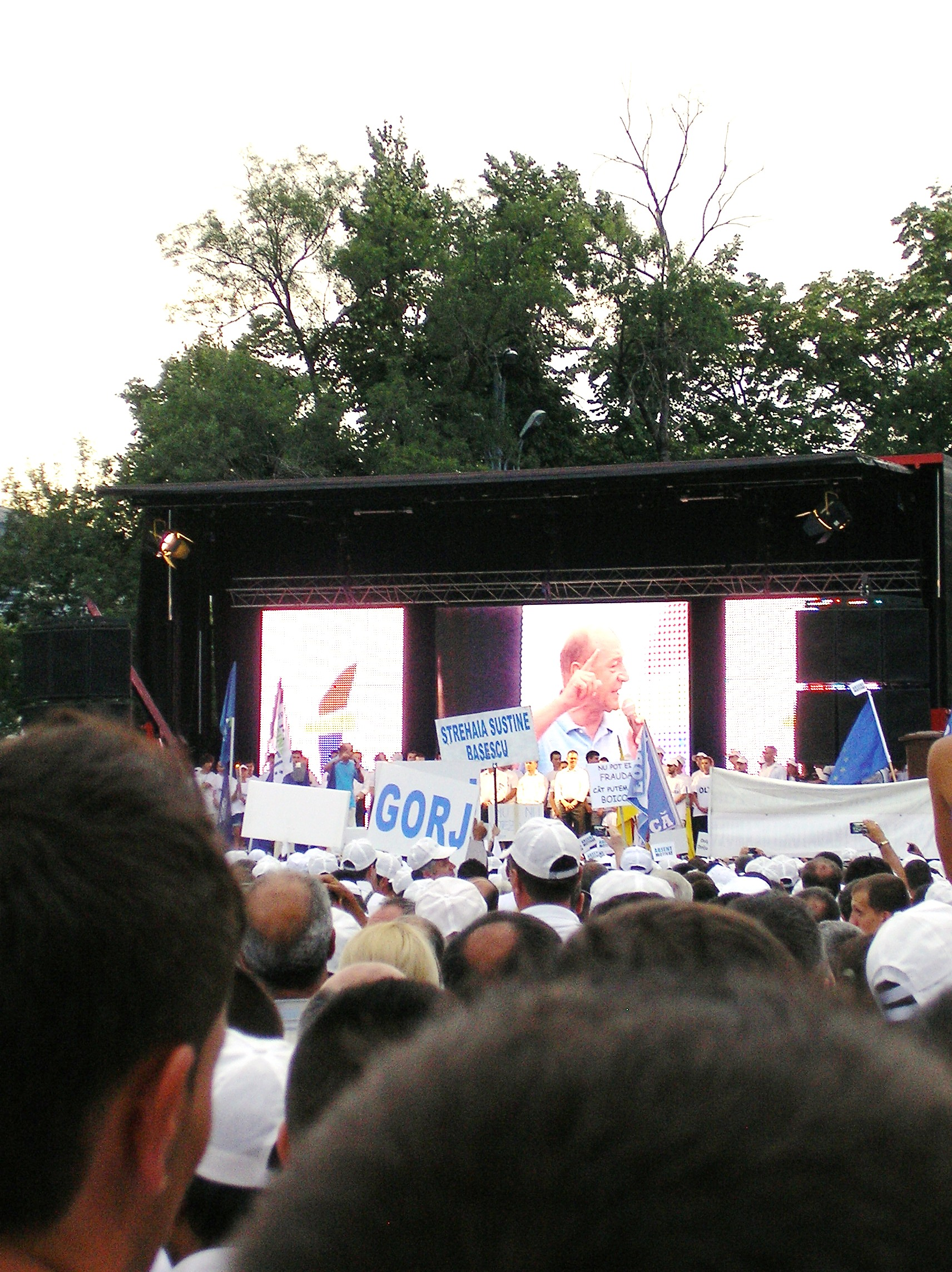
Traian Băsescu prononçant un discours devant ses partisans, le 26 juillet 2012.

Les partisans de Traian Băsescu dénoncent la volonté de la majorité de contrôler par tous les moyens l'ensemble des institutions et appellent à l'abstention. De son côté, le centre-gauche fait activement campagne pour le « oui ».

## Résultats
Les électeurs devaient répondre à la question suivante : « Êtes-vous d'accord avec la destitution du président de la Roumanie, Monsieur Traian Băsescu ? » (en roumain : « Sunteți de acord cu demiterea Președintelui României, domnul Traian Băsescu? »). 
| Choix                 | Votes      | %     | Quorum |
| --------------------- | ---------- | ----- | ------ |
| Oui                   | 7 403 836  | 88,70 |        |
| Non                   | 943 375    | 11,30 |        |
|                       |            |       |        |
| Votes valides         | 8 347 211  | 98,68 |        |
| Votes blancs ou nuls  | 111 842    | 1,32  |        |
| Total                 | 8 459 053  | 100   |        |
| Abstentions           | 9 833 411  | 53,76 |        |
| Total / participation | 18 292 464 | 46,24 | 50 %   |

« Êtes-vous d'accord avec la destitution du président de la Roumanie, Monsieur Traian Băsescu ? »
| Pour 7 403 836 (88,70 %) |  |  | Contre 943 375 (11,30 %) |
| ▲                        |  |  |                          |
| Majorité absolue         |  |  |                          |

Répartition des inscrits :
| Taux de participation (46,24 %) |  |  | Taux d'abstention (53,76 %) |
| ▲                               |  |  |                             |
| Quorum de 50 %                  |  |  |                             |

## Réactions
Au soir du vote, Traian Băsescu déclare que « les Roumains ont rejeté le coup d'État des 256 parlementaires conduits par Victor Ponta et Crin Antonescu ». Assurant comprendre la « colère » des millions de Roumains qui ont voté pour son départ, il annonce son intention de « promouvoir la réconciliation » et de « combler la fracture au sein de la société » dès qu'il aura retrouvé ses fonctions. Il promet d'être le partenaire de l'Union sociale-libérale si ses dirigeants « font preuve de la volonté de consolider l'État, de réparer ce qu'ils ont détruit, de respecter la Constitution et les lois du pays ».
Dans une déclaration au siège du gouvernement, Victor Ponta déclare que « tout homme politique qui ignore la volonté de millions de votants est coupé de la réalité », et que Băsescu « va rester au palais Cotroceni mais [sans] aucune légitimité ». Peu après, dans une interview à cinq médias étrangers, il affirme avoir « appris sa leçon », reconnaissant que « l'image internationale de la Roumanie avait été écornée », et déclare qu'il ne recherchera plus « la confrontation » avec le chef de l'État.

## Conséquences
Le 2 août 2012, la Cour constitutionnelle de Roumanie décide de reporter au 12 septembre sa décision sur la validité du référendum, puis l'avance au 21 août devant la crise politique qui perdure. La Cour décide d'invalider le référendum faute d'une participation suffisante, ce qui suscite une réaction très critique du président par intérim, qui appelle les Roumains à « manifester » et à « lutter contre le régime Băsescu ». Le 28 août 2012, à la suite de l'entérinement par le Parlement de cette décision, l'intérim de Crin Antonescu prend fin et Traian Băsescu retrouve ses fonctions.
Pour les analystes politiques, les tensions entre Traian Băsescu et la majorité de centre-gauche devraient demeurer jusqu'aux élections législatives d'octobre 2012,, notamment sur les questions de justice. Peu avant que Băsescu retrouve ses fonctions, Victor Ponta a en particulier nommé au ministère de la Justice Mona Pivniceru, une juge du Conseil supérieur de la magistrature connue pour ses critiques envers le président. Pour Băsescu, qui a fait de la lutte contre la corruption une priorité de sa présidence, à travers la procédure de destitution lancée contre lui par ses opposants, « ce n'était pas [sa] personne qui était visée : le but de cette opération était de prendre le contrôle de la justice ». De l'avis de nombreux observateurs, la volonté de le destituer est la conséquence de la condamnation à deux ans de prison, en juin, de l'ancien Premier ministre socialiste Adrian Năstase.

## Fraudes électorales
Des fraudes électorales opérées par des opposants à Traian Băsescu sont révélées après la tenue du scrutin. En 2016, le président du PSD, Liviu Dragnea, est condamné à deux ans de prison avec sursis pour avoir organisé des fraudes visant à augmenter la participation et ainsi permettre la validation du référendum,.